# TB-23
TB-23 – amerykańska holowana antena sonaru używana na okrętach podwodnych typów Los Angeles oraz Ohio. TB-23 jest holowanym komponentem systemów sonarowych AN/BQQ-5D, współpracującym z systemem zarządzania walką AN/BSY-1. Jest to umieszczona na cienkim kablu o długości 915 metrów antena, która może być wysuwany z mieszczącego go zbiornika balastowego okrętu. Antena składa się z 98 hydrofonów, dwóch modułów izolacji wibracji, modułu środowiskowego, czterech modułów niskiej częstotliwości (LF), dwóch średniej częstotliwości (MF) oraz dwóch modułów częstotliwości wysokiej (HF). System zastępowany jest przez nowocześniejszą antenę TB-29.